# Pengerjoki
Pengerjoki är ett vattendrag i Finland.   Det ligger i landskapet Mellersta Finland, i den södra delen av landet, 230 km norr om huvudstaden Helsingfors.